# Christopher Bell
Statistiques en NASCAR Cup Series
Dernière mise à jour : 4 mars 2025 
Christopher Bell, est un pilote automobile américain de NASCAR né le 16 décembre 1994 à Norman dans l' État de l'Oklahoma.
Il est également un pilote de développement pour Toyota.

## Carrière
Depuis la saison 2020, il participe au programme complet du championnat de la NASCAR Cup Series au volant de la voiture no 20 de marque Toyota au sein de l'écurie Joe Gibbs Racing.
Il a remporté le titre de la NASCAR Camping World Truck Series en 2017 au volant de la Toyota no 4 de l'écurie JR Motorsports et en 2019 au volant de la Chevrolet no 2 de la Kyle Busch Motorsports (en).

## Palmarès

### NASCAR Cup Series
Au 4 mars 2025, il a participé à 183 courses en 6 saisons.
- Voiture en 2023 : no 20
- Écurie : Joe Gibbs Racing
- Résultat  saison 2024 : 5e [2]
- Meilleur classement en fin de saison : 4e en 2023
- 1re course : Daytona 500 2020 (Daytona)
- Dernière course : saison 2025 en cours
- Première victoire : O'Reilly Auto Parts 253 2021 (circuit routier de Daytona)
- Dernière victoire :  EchoPark Automotive Grand Prix 2025 (circuit routier à Austin)
- Victoire(s) : 11
- Top5 : 48
- Top10 : 87
- Pole position : 13

| Année | Équipe                     | No. | Constructeur | 1      | 2      | 3      | 4      | 5      | 6      | 7      | 8      | 9      | 10     | 11     | 12     | 13     | 14     | 15       | 16     | 17    | 18      | 19      | 20     | 21     | 22     | 23     | 24     | 25     | 26     | 27     | 28     | 29     | 30     | 31     | 32     | 33     | 34     | 35     | 36     | Clas. | Pts   |
| 2020  | Leavine Family Racing (en) | 95  | Toyota       | DAY 21 | LVS 33 | CAL 38 | PHO 24 | DAR 24 | DAR 11 | CLT 9  | CLT 21 | BRI 9  | ATL 18 | MAR 28 | HOM 8  | TAL 29 | POC 4  | POC 39   | IND 12 | KEN 7 | TEX 21  | KAN 23  | NHA 28 | MCH 13 | MCH 17 | DAY 21 | DOV 22 | DOV 27 | DAY 13 | DAR 34 | RCH 15 | BRI 28 | LVS 24 | TAL 39 | CLT 24 | KAN 10 | TEX 3  | MAR 15 | PHO 17 | 20e   | 678   |
| 2021  | Joe Gibbs Racing           | 20  | Toyota       | DAY 16 | DAY 1  | HOM 20 | LVS 7  | PHO 9  | ATL 21 | BRI 34 | MAR 7  | RCH 4  | TAL 17 | KAN 28 | DAR 14 | DOV 21 | COA 38 | CLT 24   | SON 24 | NSH 9 | POC 17  | POC 32  | ROA 2  | ATL 8  | NHA 2  | GLN 7  | IND 36 | MCH 13 | DAY 32 | DAR 20 | RCH 3  | BRI 29 | LVS 24 | TAL 5  | CLT 8  | TEX 3  | KAN 8  | MAR 17 | PHO 9  | 12e   | 2279  |
| 2022  | Joe Gibbs Racing           | 20  | Toyota       | DAY 34 | CAL 36 | LVS 10 | PHO 26 | ATL 23 | COA 3  | RCH 6  | MAR 20 | BRI 7  | TAL 22 | DOV 4  | DAR 6  | KAN 5  | CLT 5  | GTW 9    | SON 27 | NSH 8 | ROA 18  | ATL 19  | NHA 1  | POC 6  | IND 12 | MCH 26 | RCH 2  | GLN 8  | DAY 36 | DAR 5  | KAN 3  | BRI 4  | TEX 34 | TAL 17 | CLT 1  | LVS 34 | HOM 11 | MAR 1  | PHO 10 | 3e    | 5027  |
| 2023  | Joe Gibbs Racing           | 20  | Toyota       | DAY 3  | CAL 32 | LVS 5  | PHO 6  | ATL 3  | COA 31 | RCH 4  | BRD 1* | MAR 16 | TAL 8  | DOV 6  | KAN 36 | DAR 14 | CLT 24 | GTW \|11 | SON 9  | NSH 7 | CSC 18* | ATL 23  | NHA 29 | POC 6  | RCH 20 | MCH 13 | IRC 9  | GLN 3  | DAY 16 | DAR 23 | KAN 8  | BRI 3* | TEX 4  | TAL 14 | ROV 15 | LVS 2  | HOM 1  | MAR 7  | PHO 36 | 4e    | 5 001 |
| 2024  | Joe Gibbs Racing           | 20  | Toyota       | DAY 3  | ATL 34 | LVS 33 | PHO 1  | BRI 10 | COA 2  | RCH 6  | MAR 35 | TEX 17 | TAL 38 | DOV 34 | KAN 6  | DAR 13 | CLT 1* | GTW 7*   | SON 9  | IOW 4 | NHA 1*  | NSH 36* | CSC 37 | POC 12 | IND 4  | RCH 6  | MCH 35 | DAY 3  | DAR 3  | ATL 4  | GLN 14 | BRI 5  | KAN 7* | TAL 6  | ROV 2  | LVS 2* | HOM 4  | MAR 22 | PHO 5* | 5e    | 2412  |
| 2025  | Joe Gibbs Racing           | 20  | Toyota       | DAY 31 | ATL 1  | COA 1  | PHO    | LVS    | HOM    | MAR    | DAR    | BRI    | TAL    | TEX    | KAN    | CLT    | NSH    | MCH      | MXC    | POC   | ATL     | CSC     | SON    | DOV    | IND    | IOW    | GLN    | RCH    | DAY    | DAR    | GTW    | BRI    | NHA    | KAN    | ROV    | LVS    | TAL    | MAR    | PHO    | E.c.  | E.c.  |

| Résultats au Daytona 500 | Résultats au Daytona 500   | Résultats au Daytona 500 | Résultats au Daytona 500 | Résultats au Daytona 500 |
| ------------------------ | -------------------------- | ------------------------ | ------------------------ | ------------------------ |
| Année                    | L'équipe                   | Fabricant                | Position au              | Position au              |
| Année                    | L'équipe                   | Fabricant                | Départ                   | Arrivée                  |
| 2020                     | Leavine Family Racing (en) | Toyota                   | 17                       | 21                       |
| 2021                     | Joe Gibbs Racing           | Toyota                   | 5                        | 16                       |
| 2022                     | Joe Gibbs Racing           | Toyota                   | 12                       | 34                       |
| 2023                     | Joe Gibbs Racing           | Toyota                   | 5                        | 3                        |
| 2024                     | Joe Gibbs Racing           | Toyota                   | 4                        | 3                        |
| 2025                     | Joe Gibbs Racing           | Toyota                   | 20                       | 31                       |

### NASCAR Xfinity Series
Au 4 mars 2025, il a participé à 79 courses sur 6 saisons :
- Dernière saison : Voiture Toyota no 19 de la Joe Gibbs Racing en 2024
- Résultat dernière saison : 78e en 2024
- Meilleur classement en fin de saison : 3e en 2019
- Première course :  Hisense 4K TV 300 en 2017 (à Charlotte)
- Dernière course : Sport Clips Haircuts VFW 200 en 2022 (à Darlington)
- Première victoire : Kansas Lottery 300 en 2017 (au Kansas)
- Dernière victoire : Sport Clips Haircuts VFW 200 en 2024 (à Darlington)
- Victoire(s) : 19
- Top5 : 44
- Top10 : 51
- Pole position : 13

| Résultats en NASCAR Xfinity Series | Résultats en NASCAR Xfinity Series | Résultats en NASCAR Xfinity Series | Résultats en NASCAR Xfinity Series | Résultats en NASCAR Xfinity Series | Résultats en NASCAR Xfinity Series | Résultats en NASCAR Xfinity Series | Résultats en NASCAR Xfinity Series | Résultats en NASCAR Xfinity Series | Résultats en NASCAR Xfinity Series | Résultats en NASCAR Xfinity Series | Résultats en NASCAR Xfinity Series | Résultats en NASCAR Xfinity Series | Résultats en NASCAR Xfinity Series | Résultats en NASCAR Xfinity Series | Résultats en NASCAR Xfinity Series | Résultats en NASCAR Xfinity Series | Résultats en NASCAR Xfinity Series | Résultats en NASCAR Xfinity Series | Résultats en NASCAR Xfinity Series | Résultats en NASCAR Xfinity Series | Résultats en NASCAR Xfinity Series | Résultats en NASCAR Xfinity Series | Résultats en NASCAR Xfinity Series | Résultats en NASCAR Xfinity Series | Résultats en NASCAR Xfinity Series | Résultats en NASCAR Xfinity Series | Résultats en NASCAR Xfinity Series | Résultats en NASCAR Xfinity Series | Résultats en NASCAR Xfinity Series | Résultats en NASCAR Xfinity Series | Résultats en NASCAR Xfinity Series | Résultats en NASCAR Xfinity Series | Résultats en NASCAR Xfinity Series | Résultats en NASCAR Xfinity Series | Résultats en NASCAR Xfinity Series | Résultats en NASCAR Xfinity Series | Résultats en NASCAR Xfinity Series | Résultats en NASCAR Xfinity Series |
| ---------------------------------- | ---------------------------------- | ---------------------------------- | ---------------------------------- | ---------------------------------- | ---------------------------------- | ---------------------------------- | ---------------------------------- | ---------------------------------- | ---------------------------------- | ---------------------------------- | ---------------------------------- | ---------------------------------- | ---------------------------------- | ---------------------------------- | ---------------------------------- | ---------------------------------- | ---------------------------------- | ---------------------------------- | ---------------------------------- | ---------------------------------- | ---------------------------------- | ---------------------------------- | ---------------------------------- | ---------------------------------- | ---------------------------------- | ---------------------------------- | ---------------------------------- | ---------------------------------- | ---------------------------------- | ---------------------------------- | ---------------------------------- | ---------------------------------- | ---------------------------------- | ---------------------------------- | ---------------------------------- | ---------------------------------- | ---------------------------------- | ---------------------------------- |
| Année                              | Équipe                             | No.                                | Constructeur                       | 1                                  | 2                                  | 3                                  | 4                                  | 5                                  | 6                                  | 7                                  | 8                                  | 9                                  | 10                                 | 11                                 | 12                                 | 13                                 | 14                                 | 15                                 | 16                                 | 17                                 | 18                                 | 19                                 | 20                                 | 21                                 | 22                                 | 23                                 | 24                                 | 25                                 | 26                                 | 27                                 | 28                                 | 29                                 | 30                                 | 31                                 | 32                                 | 33                                 | Clas.                              | Pts                                |
| 2017                               | Joe Gibbs Racing                   | 18                                 | Toyota                             | DAY                                | ATL                                | LVS                                | PHO                                | CAL                                | TEX                                | BRI                                | RCH                                | TAL                                | CLT 4                              | DOV                                | POC                                | MCH                                |                                    |                                    |                                    |                                    |                                    |                                    |                                    |                                    |                                    | ROA 19                             | DAR                                |                                    |                                    |                                    |                                    |                                    | KAN 1                              | TEX 6                              | PHO 4                              |                                    | 91e                                | 01                                 |
| 2017                               | Joe Gibbs Racing                   | 20                                 | Toyota                             |                                    |                                    |                                    |                                    |                                    |                                    |                                    |                                    |                                    |                                    |                                    |                                    |                                    | IOW 16*                            | DAY                                | KEN                                | NHA                                | IND                                | IOW                                | GLN                                | MOH                                | BRI                                |                                    |                                    | RCH 6                              | CHI                                | KEN                                | DOV                                | CLT                                |                                    |                                    |                                    | HOM 36                             | 91e                                | 01                                 |
| 2018                               | Joe Gibbs Racing                   | 20                                 | Toyota                             | DAY 39                             | ATL 3                              | LVS 2                              | PHO 4                              | CAL21                              | TEX 2                              | BRI 29                             | RCH 1*                             | TAL 12                             | DOV 4                              | CLT 3                              | POC 36                             | MCH 11                             | IOW 2                              | CHI 12                             | DAY 3                              | KEN 1                              | NHA 1*                             | IOW 1                              | GLN 9                              | MOH 11                             | BRI 2                              | ROA 23                             | DAR 34                             | IND 7                              | LVS 4                              | RCH 1                              | CLT 5                              | DOV 1*                             | KAN 37                             | TEX 32                             | PHO 1*                             | HOM 11                             | 4e                                 | 4026                               |
| 2019                               | Joe Gibbs Racing                   | 20                                 | Toyota                             | DAY 6                              | ATL 1*                             | LVS 13                             | PHO 30                             | CAL 3                              | TEX 3*                             | BRI 1                              | RCH 16                             | TAL 3                              | DOV 1                              | CLT 31                             | POC 5                              | MCH 13                             | IOW 1*                             | CHI 38                             | DAY 3                              | KEN 2                              | NHA 1*                             | IOW 2*                             | GLN 2                              | MOH 2                              | BRI 14                             | ROA 1                              | DAR 4                              | IND 29                             | LVS 2*                             | RCH 1*                             | CLT 12                             | DOV 25                             | KAN 12                             | TEX 1*                             | PHO 16*                            | HOM 5                              | 3e                                 | 4032                               |
| 2021                               | Joe Gibbs Racing                   | 54                                 | Toyota                             | DAY                                | DAY                                | HOM                                | LVS                                | PHO                                | ATL                                | MAR                                | TAL                                | DAR                                | DOV                                | COA                                | CLT                                | MOH                                | TEX                                | NSH                                | POC                                | ROA                                | ATL                                | NHA 1*                             | GLN                                | IND                                | MCH                                | DAY 6                              | DAR                                | RCH                                | BRI                                | LVS                                | TAL                                | CLT                                | TEX                                | KAN                                | MAR                                | PHO                                | 75e                                | 01                                 |
| 2022                               | Joe Gibbs Racing                   | 18                                 | Toyota                             | DAY                                | CAL                                | LVS                                | PHO                                | ATL                                | COA                                | RCH                                | MAR                                | TAL                                | DOV                                | DAR                                | TEX                                | CLT                                | PIR                                | NSH                                | ROA                                | ATL                                | NHA                                | POC                                | IRC                                | MCH                                | GLN                                | DAY                                | DAR 7                              | KAN                                | BRI                                | TEX                                | TAL                                | ROV                                | LVS                                | HOM                                | MAR                                | PHO                                | 88e                                | 01                                 |
| 2024                               | Joe Gibbs Racing                   | 20                                 | Toyota                             | DAY                                | ATL                                | LVS                                | PHO                                | COA                                | RCH                                | MAR                                | TEX                                | TAL                                | DOV                                | DAR                                | CLT                                | PIR                                | SON                                | IOW                                | NHA 1                              | NSH                                | CSC                                | POC                                | IND                                | MCH                                | DAY                                | DAR 1*                             | ATL                                | GLN                                | BRI                                | KAN                                | TAL                                | ROV                                | LVS                                | HOM                                | MAR                                | PHO                                | 78e                                | 01                                 |
| 2025                               | Joe Gibbs Racing                   | 19                                 | Toyota                             | DAY                                | ATL                                | COA                                | PHO                                | LVS                                | HOM                                | MAR                                | DAR                                | BRI                                | CAR                                | TAL                                | TEX                                | CLT                                | NSH                                | MXC                                | POC                                | ATL                                | CSC                                | SON                                | DOV                                | IND                                | IOW                                | GLN                                | DAY                                | PIR                                | GTW                                | BRI                                | KAN                                | ROV                                | LVS                                | TAL                                | MAR                                | PHO                                | e.c.                               | e.c.                               |

### NASCAR Truck Series
Au 4 mars 2025, il a participé à 57 courses sur 6 saisons :
- Dernière saison : Voiture Toyota no 1 de la Tricon Garage (en) en 2024
- Résultat dernière saison : 84e en 2024
- Meilleur classement en fin de saison : 1er en 2017
- Première course : American Ethanol 200 en 2015 (à l'Iowa Speedway)
- Dernière course : CRC Brakleen 150 en 2023 (à Pocono)
- Première victoire : Mudsummer Classic en 2015 (à Eldora)
- Dernière victoire : UNOH 175 en 2017 (à Loudon)
- Victoire(s) : 7
- Top5 : 28
- Top10 : 43
- Pole position : 6

| Résultats en NASCAR Camping World Truck Series | Résultats en NASCAR Camping World Truck Series | Résultats en NASCAR Camping World Truck Series | Résultats en NASCAR Camping World Truck Series | Résultats en NASCAR Camping World Truck Series | Résultats en NASCAR Camping World Truck Series | Résultats en NASCAR Camping World Truck Series | Résultats en NASCAR Camping World Truck Series | Résultats en NASCAR Camping World Truck Series | Résultats en NASCAR Camping World Truck Series | Résultats en NASCAR Camping World Truck Series | Résultats en NASCAR Camping World Truck Series | Résultats en NASCAR Camping World Truck Series | Résultats en NASCAR Camping World Truck Series | Résultats en NASCAR Camping World Truck Series | Résultats en NASCAR Camping World Truck Series | Résultats en NASCAR Camping World Truck Series | Résultats en NASCAR Camping World Truck Series | Résultats en NASCAR Camping World Truck Series | Résultats en NASCAR Camping World Truck Series | Résultats en NASCAR Camping World Truck Series | Résultats en NASCAR Camping World Truck Series | Résultats en NASCAR Camping World Truck Series | Résultats en NASCAR Camping World Truck Series | Résultats en NASCAR Camping World Truck Series | Résultats en NASCAR Camping World Truck Series | Résultats en NASCAR Camping World Truck Series | Résultats en NASCAR Camping World Truck Series | Résultats en NASCAR Camping World Truck Series |
| ---------------------------------------------- | ---------------------------------------------- | ---------------------------------------------- | ---------------------------------------------- | ---------------------------------------------- | ---------------------------------------------- | ---------------------------------------------- | ---------------------------------------------- | ---------------------------------------------- | ---------------------------------------------- | ---------------------------------------------- | ---------------------------------------------- | ---------------------------------------------- | ---------------------------------------------- | ---------------------------------------------- | ---------------------------------------------- | ---------------------------------------------- | ---------------------------------------------- | ---------------------------------------------- | ---------------------------------------------- | ---------------------------------------------- | ---------------------------------------------- | ---------------------------------------------- | ---------------------------------------------- | ---------------------------------------------- | ---------------------------------------------- | ---------------------------------------------- | ---------------------------------------------- | ---------------------------------------------- |
| Année                                          | Équipe                                         | No.                                            | Constructeur                                   | 1                                              | 2                                              | 3                                              | 4                                              | 5                                              | 6                                              | 7                                              | 8                                              | 9                                              | 10                                             | 11                                             | 12                                             | 13                                             | 14                                             | 15                                             | 16                                             | 17                                             | 18                                             | 19                                             | 20                                             | 21                                             | 22                                             | 23                                             | Clas.                                          | Pts                                            |
| 2015                                           | Kyle Busch Motorsports (en)                    | 51                                             | Toyota                                         | DAY                                            | ATL                                            | MAR                                            | KAN                                            | CLT                                            | DOV                                            | TEX                                            | GTW                                            | IOW 5                                          |                                                |                                                |                                                |                                                |                                                |                                                |                                                |                                                |                                                |                                                |                                                |                                                |                                                |                                                | 27e                                            | 231                                            |
| 2015                                           | Kyle Busch Motorsports (en)                    | 54                                             | Toyota                                         |                                                |                                                |                                                |                                                |                                                |                                                |                                                |                                                |                                                | KEN 17                                         | ELD 1*                                         | POC                                            | MCH                                            | BRI                                            | MSP                                            | CHI                                            | NHA                                            | LVS 14                                         | TAL 13                                         | MAR                                            | TEX 8                                          | PHO                                            | HOM 25                                         | 27e                                            | 231                                            |
| 2016                                           | Kyle Busch Motorsports (en)                    | 4                                              | Toyota                                         | DAY 16                                         | ATL 26                                         | MAR 19                                         | KAN 4                                          | DOV 3                                          | CLT 8                                          | TEX 32                                         | IOW 9                                          | GTW 1                                          | KEN 4                                          | ELD 2                                          | POC 10                                         | BRI 7*                                         | MCH 24                                         | MSP 5                                          | CHI 4                                          | NHA 2                                          | LVS 6                                          | TAL 6                                          | MAR 4                                          | TEX 11                                         | PHO 7                                          | HOM 8                                          | 3e                                             | 4025                                           |
| 2017                                           | Kyle Busch Motorsports (en)                    | 4                                              | Toyota                                         | DAY 8                                          | ATL 1*                                         | MAR 3*                                         | KAN 4                                          | CLT 3                                          | DOV 25                                         | TEX 1*                                         | GTW 6                                          | IOW 5*                                         | KEN 1*                                         | ELD 9                                          | POC 1                                          | MCH 2                                          | BRI 7                                          | MSP 26                                         | CHI 3                                          | NHA 1*                                         | LVS 2*                                         | TAL 2                                          | MAR 8                                          | TEX 3                                          | PHO 8*                                         | HOM 2                                          | 1er                                            | 4035                                           |
| 2018                                           | Kyle Busch Motorsports (en)                    | 51                                             | Toyota                                         | DAY                                            | ATL                                            | LVS                                            | MAR                                            | DOV                                            | KAN                                            | CLT                                            | TEX                                            | IOW                                            | GTW                                            | CHI                                            | KEN                                            | ELD                                            | POC                                            | MCH                                            | BRI 28                                         | MSP                                            | LVS                                            | TAL                                            | MAR                                            | TEX                                            | PHO                                            | HOM                                            | 108e                                           | 01                                             |
| 2023                                           | Hattori Racing Enterprises (en)                | 61                                             | Toyota                                         | DAY                                            | LVS                                            | ATL                                            | COA                                            | TEX                                            | BRD                                            | MAR                                            | KAN                                            | DAR                                            | NWS 16                                         | CLT                                            | GTW                                            | NSH                                            | MOH                                            | POC 4                                          | RCH                                            | IRP                                            | MLW                                            | KAN                                            | BRI                                            | TAL                                            | HOM                                            | PHO                                            | 91e                                            | 01                                             |
| 2024                                           | Tricon Garage (en)                             | 1                                              | Toyota                                         | DAY                                            | ATL                                            | LVS 5                                          | BRI                                            | COA                                            | MAR                                            | TEX                                            | KAN                                            | DAR                                            | NWS                                            | CLT                                            | GTW                                            | NSH                                            | POC                                            | IRP                                            | RCH                                            | MLW                                            | BRI                                            | KAN                                            | TAL                                            | HOM                                            | MAR                                            | PHO                                            | 84e                                            | 01                                             |

### ARCA Racing Series
Au 4 mars 2025, il a participé à 6 courses sur 2 saisons :
- Dernière saison : Voiture Toyota no 25 de la Venturini Motorsports en 2017 (1 course)
- Résultat dernière saison : 72e en 2017
- Meilleur classement en fin de saison : 25e en 2016
- Victoire(s) : 3
- Top5 : 4
- Top10 : 6
- Pole position : 30

| Résultats en ARCA Racing Series | Résultats en ARCA Racing Series | Résultats en ARCA Racing Series | Résultats en ARCA Racing Series | Résultats en ARCA Racing Series | Résultats en ARCA Racing Series | Résultats en ARCA Racing Series | Résultats en ARCA Racing Series | Résultats en ARCA Racing Series | Résultats en ARCA Racing Series | Résultats en ARCA Racing Series | Résultats en ARCA Racing Series | Résultats en ARCA Racing Series | Résultats en ARCA Racing Series | Résultats en ARCA Racing Series | Résultats en ARCA Racing Series | Résultats en ARCA Racing Series | Résultats en ARCA Racing Series | Résultats en ARCA Racing Series | Résultats en ARCA Racing Series | Résultats en ARCA Racing Series | Résultats en ARCA Racing Series | Résultats en ARCA Racing Series | Résultats en ARCA Racing Series | Résultats en ARCA Racing Series | Résultats en ARCA Racing Series |
| ------------------------------- | ------------------------------- | ------------------------------- | ------------------------------- | ------------------------------- | ------------------------------- | ------------------------------- | ------------------------------- | ------------------------------- | ------------------------------- | ------------------------------- | ------------------------------- | ------------------------------- | ------------------------------- | ------------------------------- | ------------------------------- | ------------------------------- | ------------------------------- | ------------------------------- | ------------------------------- | ------------------------------- | ------------------------------- | ------------------------------- | ------------------------------- | ------------------------------- | ------------------------------- |
| Année                           | Équipe                          | No.                             | Constructeur                    | 1                               | 2                               | 3                               | 4                               | 5                               | 6                               | 7                               | 8                               | 9                               | 10                              | 11                              | 12                              | 13                              | 14                              | 15                              | 16                              | 17                              | 18                              | 19                              | 20                              | Clas.                           | Pts                             |
| 2016                            | Venturini Motorsports (en)      | 66                              | Toyota                          | DAY                             | NSH                             | SLM 1*                          | TAL                             | TOL                             |                                 |                                 |                                 |                                 |                                 |                                 |                                 |                                 |                                 |                                 |                                 |                                 |                                 |                                 |                                 | 25e                             | 1085                            |
| 2016                            | Venturini Motorsports (en)      | 15                              | Toyota                          |                                 |                                 |                                 |                                 |                                 | NJE 10                          | POC                             | MCH                             | MAD                             | WIN                             | IOW                             | IRP                             | POC 7                           | BLN                             | ISF                             | DSF                             | SLM 1                           | CHI 3                           | KEN                             | KAN                             | 25e                             | 1085                            |
| 2017                            | Venturini Motorsports (en)      | 25                              | Toyota                          | DAY                             | NSH                             | SLM                             | TAL                             | TOL                             | ELK                             | POC                             | MCH                             | MAD                             | IOW                             | IRP                             | POC                             | WIN                             | ISF                             | ROA                             | DSF                             | SLM                             | CHI 1                           | KEN                             | KAN                             | 72e                             | 240                             |

### Titres
- NASCAR Camping World Truck Series :
  - Champion de la saison régulière en 2017 ;
  - Champion final en 2017.

### Récompenses
- NASCAR Cup Series :
  - Vainqueur de l'O'Reilly Auto Parts 253 2021 (en) (circuit routier du Daytona International Speedway) ;
  - Vainqueur de l'Ambetter 301 2022 (en) (New Hampshire Motor Speedway) ;
  - Vainqueur de la Bank of America Roval 400 2022 (circuit routier du Charlotte Motor Speedway) ;
  - Vainqueur de l'Xfinity 500 2022 (en) (Martinsville Speedway) ;
  - Vainqueur de la Food City Dirt Race 2023 (Bristol Dirt) ;
  - Vainqueur du 4EVER 400 2023 (Homestead-Miami) ;
  - Vainqueur du Shriners Children's 500 2024 (Phoenix) ;
  - Vainqueur du Coca-Cola 600 2024 (Charlotte) ;
  - Vainqueur du USA Today 301 2024 (New Hampshire) ;
  - Vainqueur du Ambetter Health 400 2025 (Atlanta) ;
  - Vainqueur de l' EchoPark Automotive Grand Prix 2025 (Austin).

- Chili Bowl Nationals (en) :
  - Champion en 2017, 2018 et 2019.

- Eldora Mudsummer Classic (en) :
  - Vainqueur en 2015.

- Turkey Night Grand Prix (en)
  - Vainqueur en 2014, 2017 et 2018.

- USAC National Midget Series (en) :
  - Champion en 2013.

## Référence
1. 1 2 3 4  (en-US) « Driver », sur Racing-Reference (consulté le 25 mai 2022).
2. ↑  (en-US) « Standings », sur Racing-Reference (consulté le 24 février 2025).